# Myriopteris rufa
Myriopteris rufa är en kantbräkenväxtart som beskrevs av Fée. Myriopteris rufa ingår i släktet Myriopteris och familjen Pteridaceae. Inga underarter finns listade.